# Salomon Smiths Kammarmusikförening

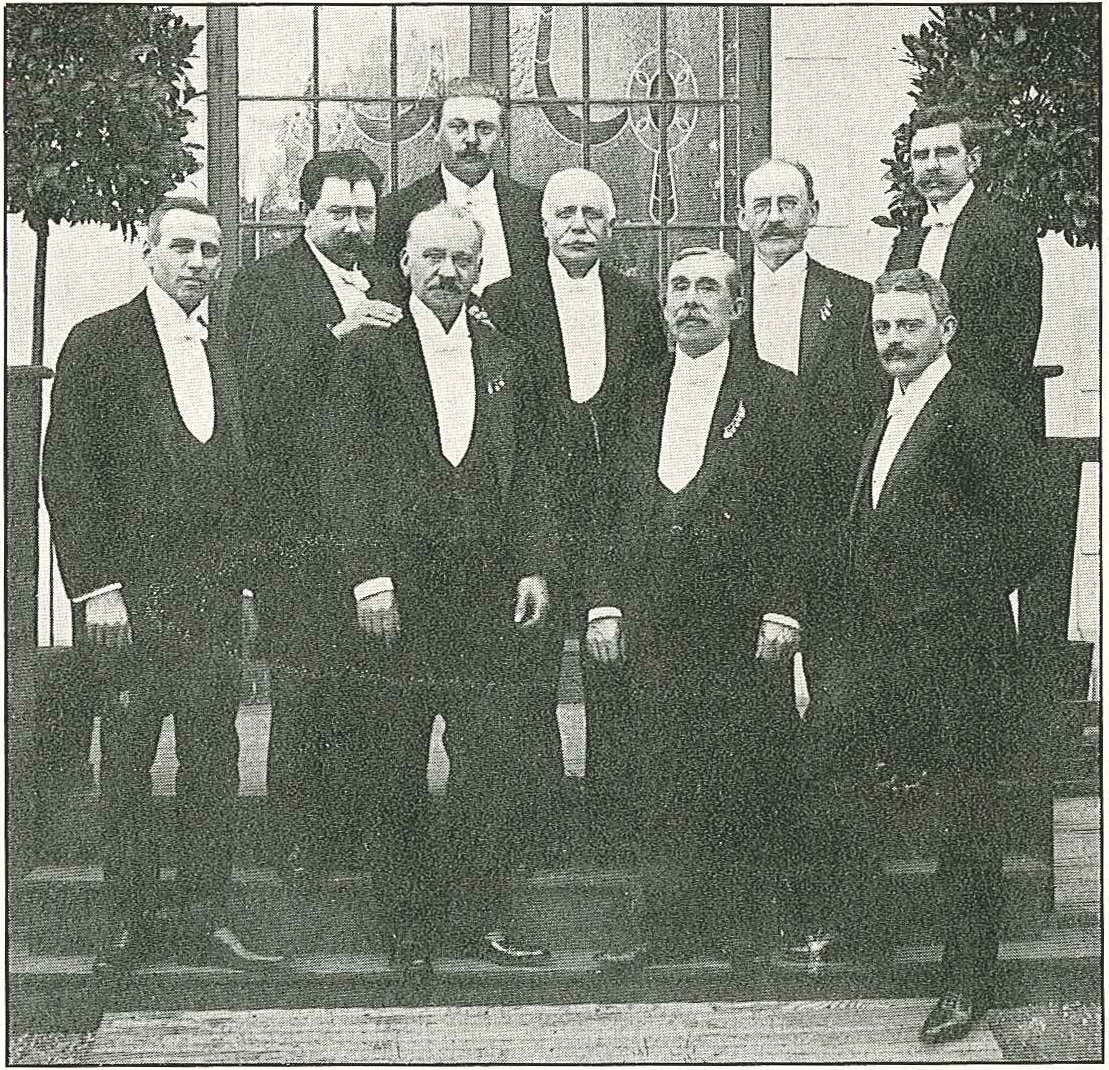
Gruppbild från kammarmusikfestivalen i Ystad 1910. Bakre raden från vänster: Tor Aulin, Frans Larsén, August Körling, initiativtagaren Salomon Smith och Rudolf Claëson. Främre raden från vänster: Wilhelm Stenhammar, Franz Neruda, Conrad Nordqvist och Gustaf Molander.

Salomon Smiths Kammarmusikförening är verksam i Skåne, bakgrunden till namnet ges här nedan.
Malmö Kammarmusikförening och Ystads Kammarmusikförening bildades båda 1910, Ystadsföreningen med apotekaren och violasten Salomon Smith som initiativtagare. 1920 förenades de båda under namnet Sydsvenska Kammarmusikföreningen. För att hedra Salomon Smith inför dennes 75-årsdag 1928 gavs föreningen sitt nuvarande namn – Salomon Smiths Kammarmusikförening.
Tillkomsten av Malmö Musikkonservatorium 1907 kan antas ha inspirerat till bildandet av ovannämnda föreningar, även om skånska vänner av kammarmusik tog vissa initiativ redan i slutet av 1800-talet. Konservatoriet förstatligades 1971 och gavs namnet Musikhögskolan i Malmö. Sedan 1977 utgör skolan en del av Lunds universitet.